# Citharexylum
- Commons
- Wikispecies

Citharexylum L. é um género botânico pertencente à família Verbenaceae.

## Espécies
| - Citharexylum berlandieri - Citharexylum caudatum - Citharexylum gentryi - Citharexylum montevidense | - Citharexylum myrianthum - Citharexylum poeppigii - Citharexylum spinosum - Citharexylum tristachyum |

- «Lista completa»

## Classificação do gênero
| Sistema | Classificação                        | Referência               |
| ------- | ------------------------------------ | ------------------------ |
| Linné   | Classe Didynamia, ordem Angiospermia | Species plantarum (1753) |